# 46 فوز متتالي في بطولة مونتي كارلو للأساتذة لرافاييل نادال
بين عامي 2005 و 2013, فاز لاعب كرة المضرب الإسباني بـ 46 مباراة متتالية ضمن بطولة مونتي كارلو للماسترز, وهو رقم قياسي بالنسبة لمعظم الانتصارات المتتالية في بطولة واحدة من قبل أي رجل أو امرأة. بدأت السلسلة في الدور الأول من نسخة عام 2005 عندما فاز نادال على اللاعب الفرنسي جايل مونفيس, وانتهت في المباراة النهائية لنسخة 2013 عندما خسر نادال أمام اللاعب الصربي نوفاك دجوكوفيتش.